# Vireux-Wallerand
Vireux-Wallerand – miejscowość i gmina we Francji, w regionie Grand Est, w departamencie Ardeny.
Według danych na rok 1990 gminę zamieszkiwało 2020 osób, a gęstość zaludnienia wynosiła 96 osób/km².

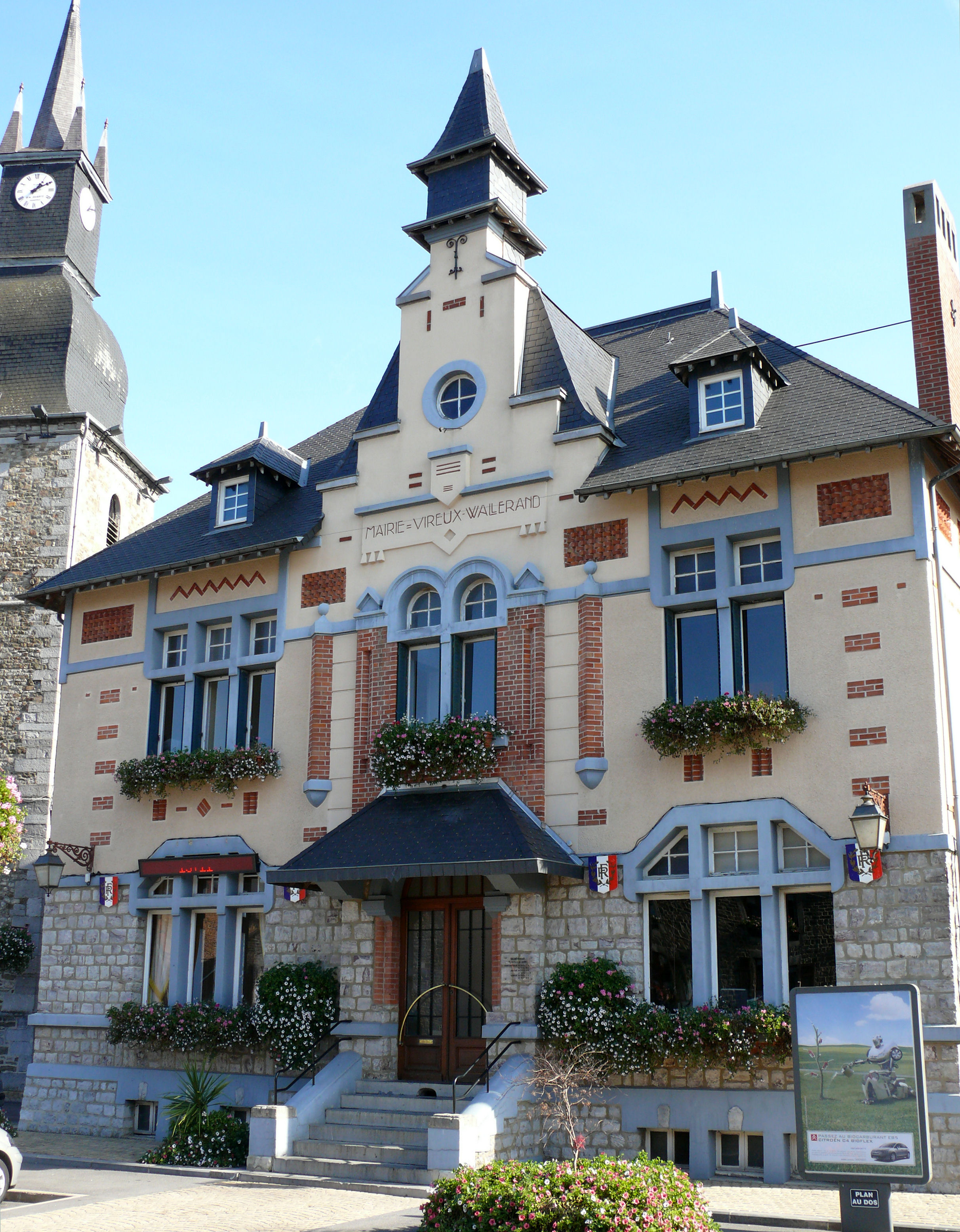
Ratusz w Vireux-Wallerand